# Спірометрія

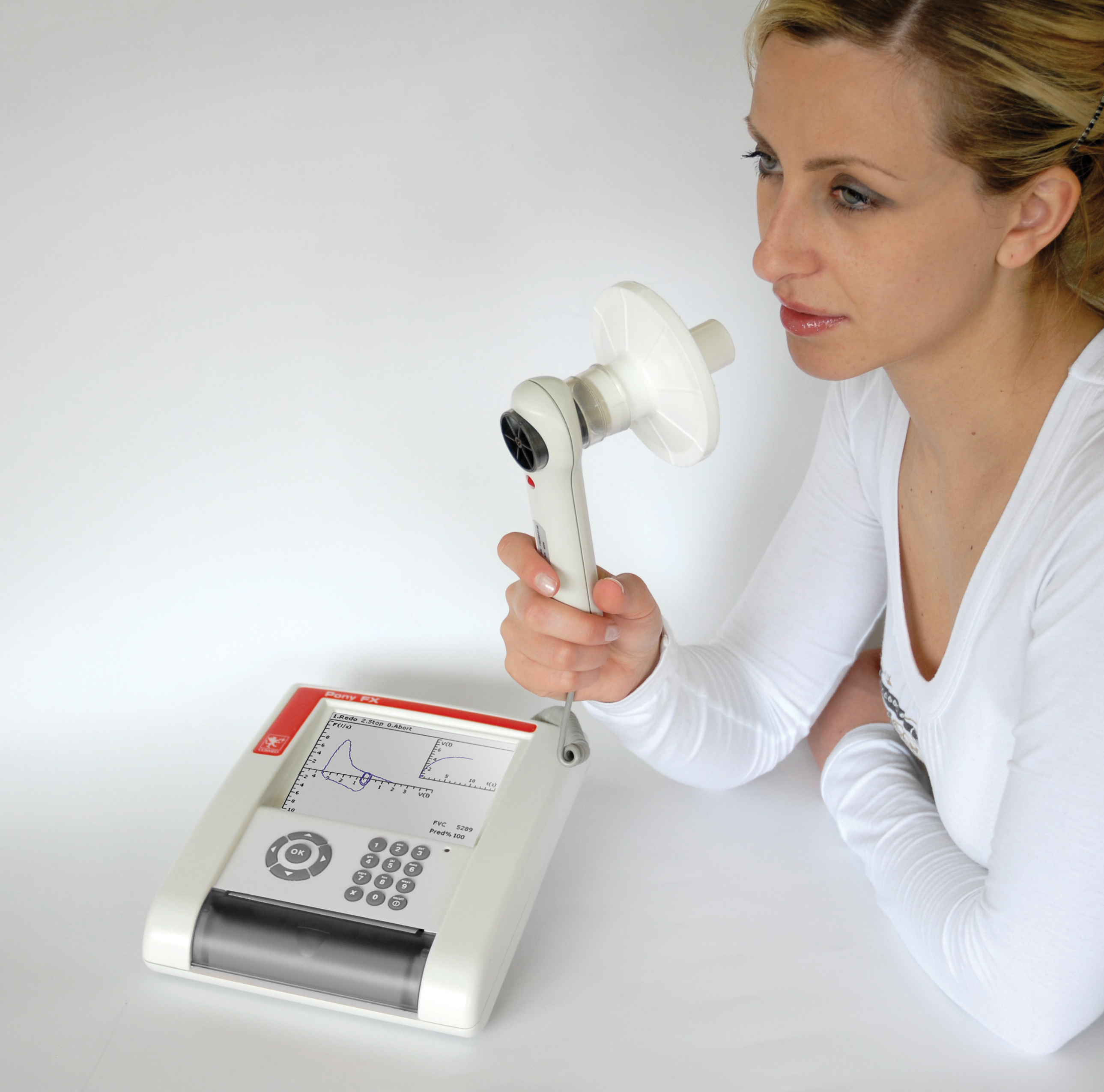
Сучасний портативний цифровий настільний спірометр з антибактеріальним фільтром

Спіроме́трія (лат. spiro — дую, дихаю, грец. μέτέω — вимірюю) — методика діагностики функції зовнішнього дихання (ФЗД), зокрема визначення фізіологічних об'ємів легенів та швидкості повітряного потоку під час видиху. Інша назва цього ж дослідження — спірографія (лат. spiro дую, дихаю + грец. grapho писати, зображати). Назва спірографія набула поширення у період масового застосування діагностичних приладів для дослідження бронхолегеневої функції із записом спірометричної кривої на папір. З розвитком цифрових технологій необхідність у виведенні даних на папір стала не такою актуальною, оскільки вся інформація про результати дослідження зберігається на цифрових носіях. Термінами спірометрія і спірографія позначають одне і те саме — дослідження функції зовнішнього дихання.
Спірометрію застосовують при клінічних дослідженнях з метою діагностики захворювань органів дихання і серцево-судинної системи, а також порушень функції дихання при інших патологічних станах (у тому числі неврологічних хворобах, вадах розвитку тощо).
Спірометрія здійснюється за допомогою медичного приладу — спірометра.

## Історія
Перші спроби дослідження вентиляційних можливостей людини датуються періодом 129—200 рр. н. е., коли Клавдій Гален проводив досить кропіткі експерименти з вивчення вдиху і видиху у хлопчиків, які надували який-небудь міхур, таким чином виявивши, що об'єм видутого газу залишався незмінним.
У 1681 р. Джованні Альфонсо Бореллі намагався виміряти об'єм повітря, що видихався при одному вдиху. Він узяв циліндричні трубки, частково заповнені водою, і всмоктував з них воду. За кількістю води він вираховував об'єм легеневого повітря. Ця техніка виявилася важливою для одержання параметрів легеневих об'ємів. Понад те, Бореллі вперше під час експерименту затискав досліджуваному ніздрі.
У 1813 р. англ. Е. Kentish використовував простий прилад — «Pulmometer» — для вивчення вентиляційного об'єму при різних захворюваннях людини. «Pulmometer» являв собою перевернутий скляний ковпак, який стояв у воді. На його вершині був отвір для дихання з вбудованим контролюючим краном.
До 1902 року всі прилади для вивчення дихальних об'ємів базувалися на принципі витіснення води повітрям, яке видихається з легенів. англ. T.G. Brodie у 1902 році став першим, хто розробив т. зв. «сухий спірометр» з перетворювачем повітряного потоку (англ. dry bellow wedge), а сухий спірометр, розроблений у 1925 році Fleisch використовувався до кінця 20 століття (тобто до впровадження автоматичних електронних спірографів).
У 1934 році англ. R.V. Christi, який не займався власне спірографічними дослідженнями, акцентує увагу на ролі емфіземи легенів у формуванні бронхіальної обструкції та уводить поняття патологічного мертвого простору.
фр. R. Tiffeneau також не розробляв спірографічної апаратури, але у 1947 році він увів до клінічної практики параметр, який реєструється спірографічно — співвідношення об'єму форсованого видиху за 1 секунду (ОФВ1) до життєвої ємності легенів (ЖЄЛ) та визначив його клінічне значення (індекс Тіффно, або індекс Тіффно-Пінеллі).
Після тривалих років еволюції були створені спірометри закритого типу, тобто такі, що вимірюють легеневі об'єми з використанням закритого повітряного контуру (в якому дихання здійснюється у замкненому просторі), а зміни об'єму легенів реєструються за зміною об'єму повітря у циліндрі, з'єднаному з відкаліброваним барабаном, який обертається. У спірометрах відкритого типу (коли пацієнт дихає звичайним повітрям з приміщення) використовується пневмотахограф, який являє собою трубку зі штучно модульованим опором повітряному потоку, з'єднану з двох боків з манометром, що реєструє зміни тиску.
В сучасних пневмотахографах опір повітряному потоку може бути створений у вигляді паралельних пластин (система Флейша) або у вигляді сітки (система Ліллі). Більш сучасні спірометри побудовані на датчиках турбінного типу.

## Показання
Спірометрія дозволяє швидко та об'єктивно оцінювати стан функції зовнішнього дихання і може бути призначена у випадках:
- підозра на бронхообструктивні захворювання, в першу чергу — хронічне обструктивне захворювання легенів та бронхіальна астма;
- інші легеневі (не обструктивні) захворювання;
- хронічний кашель;
- часті застудні захворювання;
- задишка під час фізичного навантаження та у спокої;
- куріння (особливо в осіб старше 40 років);
- вазомоторний риніт;
- професійні шкідливості (пил, хімічні речовини тощо);
- перед плановими оперативними втручаннями (лапаротомія, торакотомія, тривала загальна анестезія);
- вік старше 70 років;
- ожиріння;
- оцінка ефективності бронхолітичних засобів;
- оцінка ступеня тяжкості бронхіальної астми;
- встановлення ступеня непрацездатності.

Окрім наведених вище станів, спірометрія може бути потрібна у випадках діагностики порушень дихання при:
- міастенії;
- патології скелету (вроджені аномалії — «лійкоподібна» грудна клітка, сколіоз, кіфоз, наслідки переломів ребер та/або хребців після їх консолідації);
- ревматичних захворюваннях (анкілозуючий спондилоартрит).

Показання до спірометрії дуже численні, тому в стандартах їх розділено на кілька основних груп:
1. Діагностика: підозра на респіраторне захворювання (наприклад, на підставі клінічних симптомів або неправильних результатів інших додаткових досліджень); оцінка тяжкості респіраторного захворювання; оцінка прогнозу в осіб із діагностованим респіраторним захворюванням; скринінг для осіб із підвищеним ризиком респіраторних захворювань; періопераційна оцінка ризику.
2. Моніторинг: оцінка відповіді на лікування або реабілітацію; моніторинг прогресування захворювання і його загострень; моніторинг наслідків впливу шкідливих агентів, в тому числі ятрогенних (наприклад, лікарських засобів, що мають шкідливий вплив на дихальну систему — аміодарон).
3. Оцінка інвалідності: оцінка функції дихальної системи для страхових або юридичних цілей.
4. Інші: наукові дослідження (зокрема епідеміологічні); оцінка працездатності та моніторинг функції легенів у професіях високого ризику (дія шкідливих виробничих чинників); оцінка стану здоров'я перед виконанням фізичної активності, що створює ризик для дихальної системи (наприклад, дайвінг).

## Протипоказання
У рекомендаціях, опублікованих англ. American Journal of Respiratory and Critical Care Medicine і оновлених у 2019 році, зазначені лише відносні протипоказання до спірометрії (про абсолютні не згадується).
Згідно рекомендацій англ. American Thoracic Society та англ. European Respiratory Society (2019  р.) вважаються відносними наступні протипоказання:
- пов'язані з підвищеним навантаженням на серце або впливом на артеріальний тиск: інфаркт міокарду протягом останнього тижня (допускається виконання дослідження не раніше, ніж через 1 тиждень після інфаркту міокарда за умови, що стан пацієнта є стабільним), артеріальна гіпотензія або тяжка артеріальна гіпертензія, клінічно значущі/симптоматичні аритмії, декомпенсована серцева недостатність, неконтрольована легенева гіпертензія, гостре легеневе серце, клінічно нестабільна тромбоемболія легеневої артерії, синкопальні стани, пов'язані з форсованим видихом/кашлем в анамнезі, нестабільна стенокардія;
- пов'язані з підвищенням внутрішньочерепного і внутрішньоочного тиску: церебральна аневризма, нейрохірургічна операція впродовж останніх 4 тижнів, нещодавній струс головного мозку з наявними симптомами, нещодавно перенесене відшарування сітківки (2 місяці після операції), недавня офтальмологічна операція (окулопластика — 2 тижні, лікування склистого тіла — 2 місяці, операція в передній частині ока — 6 місяців);
- пов'язані з підвищеним тиском у приносових пазухах і середньому вусі: операція або інфекція приносових пазух або середнього вуха протягом останнього тижня;
- пов'язані з підвищеним тиском у грудній клітці або черевній порожнині: пневмоторакс, торакохірургічна операція впродовж останніх 4 тижнів, абдомінальна операція впродовж останніх 4 тижнів, пізній термін вагітності або вагітність із цервікальною недостатністю та в стані прееклампсії;
- пов'язані з ризиком передачі інфекції: активне інфекційне захворювання або підозра на нього (включаючи туберкульоз), об'єктивні симптоми, які сприяють передачі інфекції (кровохаркання, відкашлювання великої кількості секрету, зміни в ротовій порожнині або кровотеча з ротової порожнини);
- інші: патологічні стани, які впливають на результат дослідження (наприклад, неконтрольований нападоподібний кашель), ранній післяопераційний період після оперативного втручання на органах черевної порожнини або грудній клітці (унеможливлює правильне виконання дослідження).

За даними вітчизняної літератури спірометрія, окрім відносних, має такі абсолютні протипоказання:
- гемодинамічна нестабільність;
- інфаркт міокарда або тромбоемболія легеневої артерії давністю менше одного місяця;
- нестабільна стенокардія;
- пневмоторакс (давністю менше двох тижнів від усунення);
- кровохаркання, яке нещодавно розвинулося;
- внутрішньогрудна, абдомінальна або церебральна аневризма значних розмірів;
- внутрішньочерепна гіпертензія;
- гостре відшарування сітківки ока.

Варто відзначити, що наявність аневризм аорти тепер не є протипоказанням — цю зміну було введено на основі досліджень, що оцінювали безпеку спірометрії у кількох сотень пацієнтів з аневризмами черевної аорти розміром 5–13 см або аневризмами грудної аорти розміром 5–8 см, в результаті яких не виявлено ускладнень.
Окрім того, слід враховувати інші чинники, що стосуються пацієнта: наявність свіжої травми грудної клітки (забої м'яких тканин, переломи ребер), больовий синдром різної етіології (торакалгія), нездатність щільно охопити губами мундштук (наслідки периферичного парезу або мозкового інсульту), нездатність пацієнта до співпраці з лікарем — усі ці фактори не дозволяють виконати дихальний маневр правильно та унеможливлюють одержання коректних результатів дослідження.

## Можливі ускладнення
Спірометрія зазвичай добре переноситься пацієнтами і рідко (приблизно 5/10 000) викликає значні побічні ефекти — найчастіше синкопе або пресинкопе і аритмії, які самостійно минають і не потребують лікування. Однак дослідження має навантажувальний характер і може бути виснажливим для пацієнта. Під час маневрів (особливо форсованого видиху) відбуваються значні коливання інтраторакального тиску, що, зокрема, впливає на венозне повернення і артеріальний тиск. Дослідження завжди слід припинити, щойно пацієнт повідомить про біль у грудній клітці або інші тривожні симптоми. Ризик побічних ефектів для кожного окремого пацієнта завжди слід розглядати в контексті потенційних переваг проведення спірометрії.
Ускладнення при виконанні спірометрії більш імовірні при ігноруванні наявних протипоказань.
Окрім того, навіть у пацієнта без протипоказань може виникнути запаморочення внаслідок гіпервентиляції, парадоксальний бронхоспазм, неутримання сечі через підвищення внутрішньочеревного тиску (частіше у жінок).

## Обладнання
На теперішній час (вересень 2023 року) у медичній практиці найпоширенішими є електронні цифрові спірометри, які автоматизують розрахунки та максимально спрощують дослідження. Датчики приладів різних виробників можуть бути побудовані на різних принципах: на основі диференційного манометра, турбінні, термокондуктометричні, ультразвукові. Станом на 2016 рік в Україні були доступні для медичного використання такі спірометричні прилади:
- на основі трубки Флейша: комп'ютерний спірографічний комплекс «Спіроком» (виробництва ХАІ-Медика, Україна), спірометр «Пульмовент-1.002» (виробництва ТОВ «Сенсорні системи», Україна), спірометр СМП-21/01-Р-Д (виробництва «Нейрософт», РФ);
- на основі трубки Ліллі: спірометр BTL-08 (виробництва BTL, Чехія), спірометр «Спиро-спектр» (виробництва «Нейрософт», РФ);
- на основі турбінного вимірювача потоку: спірометр «MicroLab» (виробництва Micro medical, Велика Британія), спірометр SP10 Heaco (виробництва Heaco, КНР), спірометри Spirolab III, Spirobank II, Spirobank G (виробництва MIR S.r.l., Італія).

При виборі приладу для дослідження необхідно враховувати його відповідність міжнародним промисловим стандартам, а також можливість застосування нормативів для різних етнічних груп (оскільки показники належних величин для представників, наприклад, монголоїдної раси відрізняються від європейців).

## Підготовка
Ще на етапі призначення спірометрії пацієнту слід дати максимально точну інструкцію про те, як необхідно підготуватися до дослідження. У деяких випадках підготовку слід розпочинати за 2-3 доби до власне дослідження (це стосується відміни деяких лікарських засобів — див. таблицю).
| Препарати або інші хімічні чинники                                                                 | Час відміни (години) |
| -------------------------------------------------------------------------------------------------- | -------------------- |
| Бронходилататори короткої дії: сальбутамол, фенотерол, іпратропію бромід                           | 6 — 8                |
| Бронходилататори пролонгованої дії: сальметерол, формотерол                                        | 12                   |
| Бронходилататори пролонгованої дії: тіотропій, глікопіроній, умеклідиніум, вілантерол, індакатерол | 24                   |
| Теофіліни пролонгованої дії                                                                        | 36 — 48              |
| Куріння                                                                                            | не менше 1           |
| Інтенсивні фізичні навантаження                                                                    | не менше 2           |
| Напої, що містять кофеїн                                                                           | не менше 3           |

Перед початком спірометрії необхідно переконатися у відсутності протипоказань, оскільки користь від діагностики не повинна перевищувати потенційного ризику для здоров'я і життя пацієнта.
Для одержання коректних результатів та зниження імовірності ускладнень рекомендовано спірометрію проводити натще (останній прийом їжі — не пізніше, ніж за 2 години до обстеження), а на пацієнті не повинно бути одягу, що обмежує дихальні рухи.
Для автоматичного розрахунку належних параметрів функції зовнішнього дихання програма спірометра потребує введення антропометричних даних: вік, стать, етнічна належність, зріст і маса тіла. Вимірювання зросту і маси перед спірометрією краще здійснювати медперсоналу, а не покладатися на інформацію від пацієнта. Доведено, що при використанні даних, наданих пацієнтами у 14 % випадках це призведе до невірної оцінки тяжкості обструкції, у 8 % випадків не дозволить виявити наявний рестриктивний спірометричний паттерн і у 2 % — наявність бронхообструкції.
Перед початком обстеження та при позитивному рішенні на проведення спірометрії пацієнт повинен підписати інформовану добровільну згоду на проведення діагностики (форма облікової медичної документації № 003-6/о).

## Методика проведення
Дослідження повинно проводитися в тихому приміщенні. Пацієнту необхідно забезпечити доступ до питної води і паперових рушників. Перед обстеженням пацієнт повинен продезінфікувати руки, оскільки при контакті рук з елементами спірометра останні можуть стати джерелом передачі інфекції — ця рекомендація дуже важлива під час епідемії вірусних захворювань.
Під час дослідження пацієнт повинен сидіти прямо з дещо піднятою головою на кріслі без коліщат зі спинкою і підлокітниками (вони запобігають падінню в разі непритомності), з регулюванням висоти до такого рівня, щоб ноги пацієнта спиралися на підлогу. На ніс пацієнта безпосередньо перед початком обстеження надягається затискач. Добре фіксовані зубні протези можна залишити в роті.
Перед базисною спірометрією і перед виконанням маневру форсованого видиху, перебіг дослідження необхідно пояснити словами і продемонструвати пацієнтові. Необхідно контролювати положення пацієнта під час дослідження і стимулювати його під час динамічних маневрів (особливо важливі інструкції про те, як почати максимально сильний видих, і заохочення до його продовження). При виникненні тривожних симптомів, таких як задишка, ціаноз або порушення свідомості, дослідження слід негайно припинити.
На першому етапі дослідження досліджується спокійне дихання пацієнта. Під час дослідження спокійного дихання визначаються частота дихання у спокої, дихальний об'єм та хвилинний об'єм дихання.
На другому етапі дослідження виконується проба з форсованим видихом, яка визначає основні показники функціональної спроможності дихальної системи пацієнта.
Під час виконання дослідження форсованого видиху виділяють 4 фази:
1. максимальний (якомога глибший) вдих, а потім, без зайвої затримки (пауза на піку вдиху повинна бути менше 2 с) —
2. швидкий (без зволікання) початок форсованого видиху;
3. продовження видиху до отримання плато на кривій потік-об'єм (або перевищення 15 с форсованого видиху);
4. повторний, максимально глибокий вдих (до досягнення загальної ємності легенів).

Вимірювання слід повторити не менше 3-х разів, кожного разу чекаючи, доки нормалізується ритм дихання між маневрами (зазвичай близько 1 хвилини). Якщо якість дослідження незадовільна, пацієнт може повторити маневр форсованого видиху до 8 разів.
Тест максимальної вентиляції легень нині практично не застосовується, оскільки його діагностична цінність невисока, а імовірність ускладнень (запаморочення, потемніння в очах, непритомність, експіраторне диспное) значно зростає.

## Оцінка результатів дослідження
Основні показники вентиляційної функції та їх нормативи:
| Показник | Характеристика | Нормативи                                  |
| --- | --- | ------------------------------------------ |
| Дихальний об'єм (ДО) — англ. Tidal Volume (TV) | Об'єм повітря, який людина вдихає або видихає під час спокійного дихання                                                                                    | 0,3 — 0,9 л (14 — 16 % ЖЄЛ)                |
| Хвилинний об'єм дихання (ХОД) — англ. Minute Volume (MV) | Об'єм повітря, який вентилюється легенями за 1 хвилину: ХОД=ЧД*ДО                                                                                           | -                                          |
| Резервний об'єм вдиху (РОвд) — англ. Inspiratory Reserve Volume (IRV) | Максимальний об'єм повітря, який можна додатково вдихнути після спокійного вдиху                                                                            | 1-1,5 л (42-43 % ЖЄЛ)                      |
| Резервний об'єм видиху (РОвид) — англ. Expiratory Reserve Volume (ERV) | Максимальний об'єм повітря, який можна додатково видихнути після спокійного видиху                                                                          | 0,8 — 1,5 л (42-43 % ЗЄЛ)                  |
| Залишковий об'єм легенів (ЗОЛ) — англ. Reserve Volume (RV) | Об'єм повітря, який залишається у легенях після максимального видиху                                                                                        | 90 — 125 % належної величини (20-28 % ЗЄЛ) |
| Життєва ємність легенів (ЖЄЛ) — англ. Vital Capacity (VC) | Максимальний об'єм повітря, який можна видихнути після максимально глибокого вдиху (ЖЄЛ=ДО+РОвд+РОвид)                                                      | 3,5-5 л (85 % належної і більше)           |
| Форсована життєва ємність легенів (ФЖЄЛ) — англ. Forced Vital Capacity Expiratory (FVC)                                                                                                | Об'єм повітря, який можна видихнути під час форсованого видиху після максимального вдиху                                                                    | 70-80 % ЖЄЛ                                |
| Ємність вдиху (Євд) — англ. Inspiratory Capacity (IC) | Максимальний об'єм повітря, який можна вдихнути після спокійного видиху. Ця величина характеризує здатність тканин легень до розтягнення. Євд=ДО+РОвд       | 60-70 % ЖЄЛ                                |
| Функціональна залишкова ємність легенів (ФЗЄ) — англ. Functional Residual Capacity (FRC)                                                                                               | Об'єм повітря у легенях за відкритої голосової щілини по закінченню спокійного видиху у спокої. ФЗЄ=ЗОЛ+РОвид                                               | 40 % ЗЄЛ                                   |
| Загальна ємність легенів (ЗЄЛ) — англ. Total Lung Capacity (TLC) | Загальний об'єм повітря, що міститься у легенях після максимального вдиху. ЗЄЛ=ЖЄЛ+ЗОЛ                                                                      | 90-110 % належної величини                 |
| Об'єм форсованого видиху за першу секунду (ОФВ1) — англ. Forced Expiratory Volume after 1 second (FEV1)                                                                                | Об'єм повітря, видихнутого з легенів за першу секунду форсованого видиху                                                                                    | 85 % належної і більше                     |
| Індекс ОФВ1/ЖЄЛ (індекс Тіффно) — англ. FEV1/VC | Відношення об'єму форсованого видиху за першу секунду до життєвої ємності легень, виражене у відсотках                                                      | >70 % належної величини                    |
| Індекс ОФВ1/ФЖЄЛ (індекс Генслера, або модифікований індекс Тіффно) — англ. FEV1/FVC                                                                                                   | Відношення об'єму форсованого видиху за першу секунду до форсованої життєвої ємності легень                                                                 | >0,70                                      |
| Максимальна об'ємна швидкість вдиху (МОШ50%вд) на рівні 50 % ФЖЄЛ — англ. Maximal inspiratory flow at 50% of FVC (MIF50%)                                                              | Розраховується шляхом ділення відповідного об'єму форсованого видиху (на рівні 50 % ФЖЄЛ) на момент досягнення цього об'єму під час форсованого вдиху       | >80 % належної величини                    |
| Максимальна об'ємна швидкість (МОШ) видиху на рівні 25 %, 50 %, 75 % ФЖЄЛ (МОШ25, МОШ50, МОШ75) — англ. Maximal expiratory flow (MEF) at 25%, 50%, 75% of FVC (MEF25%, MEF50%, MEF75%) | Розраховується шляхом ділення відповідного об'єму форсованого видиху на рівні 25 %, 50 %, 75 % на момент досягнення цього об'єму під час форсованого видиху | >80 % належної величини                    |
| Середня об'ємна швидкість (СОШ) видиху на рівні 25-75 % ФЖЄЛ (СОШ25-75 %) | Швидкість потоку повітря в його середині (між 25 % і 75 % ФЖЄЛ); не залежить від зусилля пацієнта і більш об'єктивно відображає прохідність дрібних бронхів | >75 % належної величини                    |
| Пікова об'ємна швидкість видиху (ПОШвид) — англ. Peack Expiratory Flow (PEF) | Максимальна об'ємна швидкість форсованого видиху | >80 % належної величини                    |

Індекс Генслера вперше запропонований Едвардом Генслером (англ. Edward A. Gaensler) у 1950 році, як англ. air velocity index (FEV1/FVC).
Значення ОФВ1 і ФЖЄЛ та їх співвідношення, як і раніше, залишаються основними параметрами, що оцінюються при спірометрії. Діючі стандарти вказують на суттєву роль форсованої життєвої ємності легень на вдиху (ФЖЄЛвд) і рекомендують вимірювати цей параметр після закінчення маневру ФЖЄЛ. Метою є перевірка правильності вдиху, що передує форсованому видиху — ФЖЄЛвд, що значно перевищує ФЖЄЛ, викликає підозру на те, що вдих, який передував маневру форсованого видиху, був неповним. Якщо ФЖЄЛвд зареєстрована правильно, різниця між ємністю вдиху та ємністю видиху (ФЖЄЛвд — ФЖЄЛ) не повинна перевищувати 100 мл або 5 % ФЖЄЛ.

## Функціональні тести

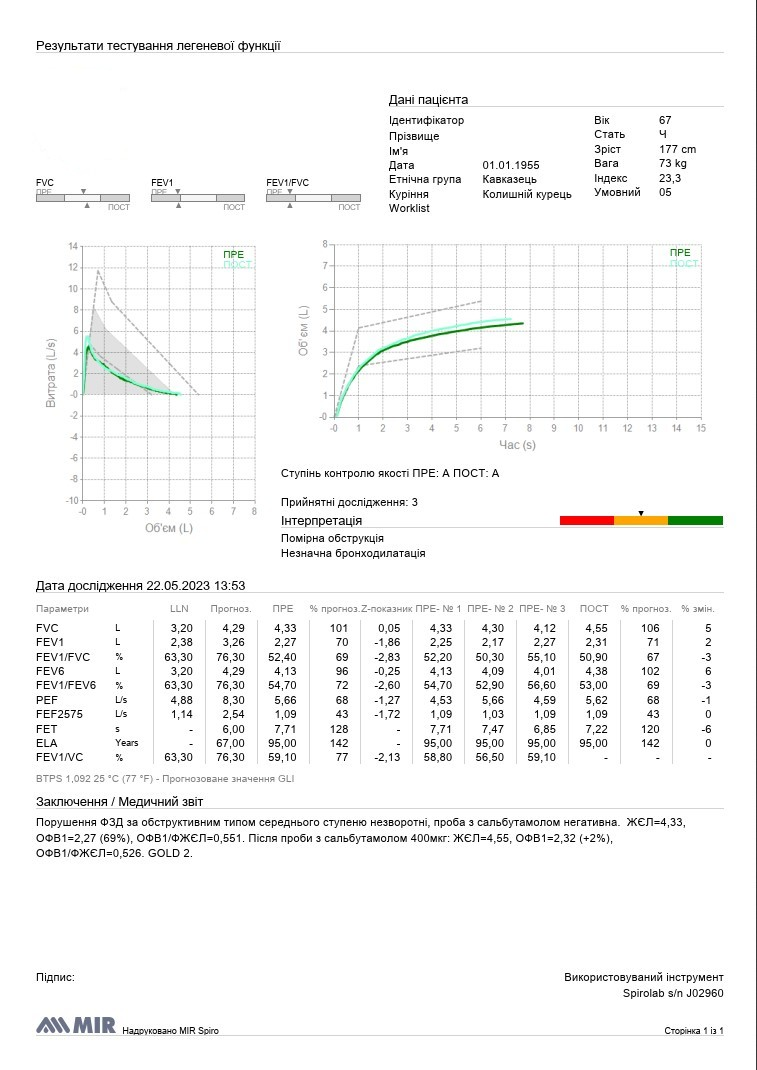
Скріншот pdf-файла з результатами спірометрії, виконаної за допомогою спірометра Spirolab

### Проба з інгаляційним бронхолітиком
Для адекватного проведення проби з інгаляційним бронхолітиком необхідна якісна підготовка пацієнта (див. вище).
Проба з інгаляційним бронхолітиком (бронходилататором) застосовується з метою:
- діагностики хронічного обструктивного захворювання легенів (ХОЗЛ) — його підтвердження або спростування;
- за наявності ХОЗЛ — визначити ступінь тяжкості бронхіальної обструкції (згідно рекомендацій GOLD, для цього застосовуються лише постбронходилатаційні значення ОФВ1);
- виявити випадки бронхіальної астми з необоротною обструкцією, що може вплинути на прогноз захворювання і тактику лікування.

Нема переконливих доказів доцільності проведення проби з інгаляційним бронхолітиком у осіб з нормальними результатами спірометрії. В одному крупному дослідженні лише у 2 % осіб з нормальною початковою спірометрією спостерігали значиму динаміку показників функції зовнішнього дихання.
Для виконання проби з інгаляційним бронхолітиком у дорослих застосовуються b2-агоністи (адреноміметики) та/або інгаляційні холіноблокатори (антихолінергічні препарати) короткої дії у формі дозованих інгаляційних інгаляторів:
- b2-агоністи короткої дії: сальбутамол 200—400 мкг, тербуталін 250—1000 мкг (контрольна спірометрія для оцінки відповіді на препарат через 15 хв.);
- холіноблокатори короткої дії: іпратропію бромід 40-80 мкг (контрольна спірометрія для оцінки відповіді на препарат через 45 хв.).

Експертами Британського торакального товариства розроблені рекомендації з проведення бронходилатаційних тестів з використанням небулайзера. У цьому випадку використовуються суттєво вищі дози бронхолітиків, аніж при застосуванні дозованих інгаляторів:
- b2-агоністи короткої дії: сальбутамол 2,5-5 мг, тербуталін 5-10 мг (контрольна спірометрія для оцінки відповіді на препарат через 15 хв.);
- холіноблокатори короткої дії: іпратропію бромід 500 мкг (контрольна спірометрія для оцінки відповіді на препарат через 30 хв.).

При контрольному дослідженні функції зовнішнього дихання оцінюється приріст показника ОФВ1 від початкового рівня. За більш старими джерелами позитивною відповіддю вважався приріст ОФВ1 15 % і більше, за більш сучасними даними критерієм зворотності (позитивної проби) є приріст ОФВ1 на 12 % і вище і на 200 мл і вище в абсолютному значенні.
З іншого боку, окрім поняття відповіді на бронходилататор (проба «позитивна» або «негативна»), слід додатково вказувати зворотність бронхообструкції: чи нормалізувався показник індексу Генслера (ОФВ1/ФЖЄЛ). Якщо після інгаляції бронхолітика спірометрія показала підвищення індексу Генслера до 0,70 або вище — лікар має право зробити висновок про повністю зворотну бронхообструкцію.